# Auguste de Saint-Hilaire
Augustin François César Prouvençal de Saint-Hilaire (Orleães, 4 de outubro de 1779 – Orleães, 3 de setembro de 1853) foi um botânico, naturalista e viajante francês. O estudioso pertenceu aos primeiros grupos de cientistas, vindos da Europa, para realizarem suas pesquisas e explorações no Brasil Colônia, durante os anos de 1816 e 1822, período no qual a corte portuguesa estava instalada no país, na cidade do Rio de Janeiro.
Como resultado de suas expedições pelo território brasileiro, Auguste de Saint-Hilare reuniu mais de 30 mil amostras, sendo que eram 24 mil de espécimes de plantas e 6 mil espécies de animais. Dessas 6 mil, eram 2 mil aves, 16 000 insetos e 135 mamíferos, além de inúmeros répteis, peixes e moluscos. A maioria das espécies coletadas era descrita pela primeira vez na história em seus livros, por esse motivo seus cadernos de campo ficaram tão conhecidos.
Ainda hoje, passados mais de 200 anos desde Saint-Hilaire chegou ao Brasil, sua presença ainda é comemorada e seus estudos ainda são revisitados. No ano de 2016, foi realizado o I Seminário Franco-brasileiro Botânica e História, promovido pelo Jardim Botânico do Rio de Janeiro, cujo marco era o aniversário de sua chegada. No mesmo ano, o 24º Simpósio de Plantas Medicinais do Brasil, que acontecia em Belo Horizonte, tinha-o como centro das discussões. E a Biblioteca Nacional inaugurava ao público uma exposição a trajetória percorrida pelo francês em território brasileiro, por meio de textos e imagens.

## Vida

### Europa: primeiros anos
Filho de um oficial da artilharia, pertencente à nobreza do interior França, Auguste de Saint-Hilare nasceu em 1779 na  cidade de Orleães, região conhecida por ter sido palco do embate entre Joana D'Arc e os exércitos ingleses durante a Guerra dos Cem Anos. Desde pequeno o francês manifestava vocação nata para o estudo das ciências naturais, mas por conta dos imperativos do país, entendido como a Revolução Francesa, Saint-Hilaire foi enviado para a Alemanha, onde trabalhou no porto de Hamburgo e conheceu o também botânico Karl Sigismund Kunth.
Após a experiência malsucedida, Auguste começa sua carreira como naturalista. Entre suas influências, destaca-se o nome do botânico sueco Carolus Linnaeus, autor do livro Systema Naturae, de 1735, que teoriza sobre uma classificação hierárquica das espécies, e também o nome do filósofo suíço Jean-Jacques Rousseau, cujas vida e obra foram tema de uma monografia de Saint-Hilare. É também inspirado pelas lendárias viagens oceânicas, datadas entre 1768 e 1779, do capitão inglês James Cook, que inclusive visitou a cidade do Rio de Janeiro.
Avançando na carreira de botânico e naturalista, Auguste Saint-Hilare torna-se professor do Museu de História Natural  de Paris e, por meio de seus contatos na época, soube da missão que o conde de Luxemburgo, Charles Emmanuel Sigismond de Montmorency-Luxembourg, na época embaixador da França junto a Portugal, promoveria para o Brasil, em 1816, financiada pela corte do rei Luís XVIII. A expedição, também de caráter político, tinha como objetivo solucionar problemas fronteiriços entre a Guiana Francesa com o governo português de Dom João VI.

### Brasil: viagens exploratórias entre 1816 e 1822[10]
Auguste, com 37 anos, viajou pelo Brasil, durante os anos de 1816 a 1822, financiado pela França, tendo escrito importantes livros sobre os costumes e paisagens brasileiros do século XIX. O francês desembarcou no país na cidade do Rio de Janeiro em primeiro de junho daquele mesmo ano. Junto com ele e o conde de Luxemburgo, vinha um grande grupo de cientistas, entre eles, destaca-se o Conde de Clarac, Charles Othon Frederick John Baptist of Clarac, desenhista e arqueólogo também francês. Paralelamente a sua chegada, desembarcava no país um outro grupo de franceses, no caso a Missão Artística Francesa, encabeçada pelos irmãos Taunay, Auguste-Marie Taunay Nicolas-Antoine Taunay e Aimé-Adrien Taunay,  o pintor Jean-Baptiste Debret e o encarregado da missão Joachim Lebreton.
Durante os seis anos que viveu em meio a expedições, Saint-Hilaire percorreu inúmeros estados brasileiros. Entre eles, estão Espírito Santo, Rio de Janeiro, Minas Gerais, Paraná, Goiás, São Paulo, Santa Catarina e Rio Grande do Sul. Isso inclui viagens às nascentes do rio São Francisco e do Jequitinhonha. O tempo de estadia e frequência eram variados, sendo que, por exemplo, estabeleceu-se por 15 meses em Goiás e viajou até Minas Gerais por três vezes. Sobre as condições do deslocamento, eram feitas majoritariamente por burros ou cavalos e os caminhos precisavam ser abertos por meio do facão, ação praticada pelos auxiliares, prioritariamente, escravos, em meio à mata virgem.
Comenta a Brasiliana da Biblioteca Nacional, sobre as faculdades de Saint-Hilare que ele não era um amador, mas, sim, um homem conhecedor da vasta literatura científica até então produzida e dos relatos de viagens de época, além de noções primordiais para um naturalista e para a proteção de suas descobertas, como saberes sobre dissecação de plantas, confecções de herbários, agricultura, transporte de vegetais.
Sobre seu envolvimento com o Brasil, destaca-se a união subjetiva, em suas pesquisas, do utilitarismo e da filantropia, muito presentes na literatura de viagens daquele século. Se por um lado, os objetivos daqueles que o teriam enviado eram a glória nacional, no caso da França, por outro lado, a busca individual também se dava pela melhora do bem-estar da humanidade por meio daquela infinidade de espécimes ainda desconhecidas e dos possíveis benefícios das plantas medicinais. A questão é que, à época, os caminhos da França eram considerados universais, ou seja, trabalhar para aquele país era trabalhar por toda humanidade.
Assim que chegou ao Rio de Janeiro, ele estabeleceu contato com Maller, o cônsul francês, e o funcionário da França, por sua vez, ajudava-o a enviar as descobertas de produtos naturais para Martinica, que é um departamento ultramarino insular francês no Caribe. Para além disso, junto ao frei Leandro do Sacramento, eles enviam outros espécimes também a Martinica e, agora, a Caiena. Foram 21 caixas com plantas vivas da periferia do Rio de Janeiro que foram endereçadas às colônias francesas. Sobre estas atividades, afirma a Brasiliana:
"Desse modo o sentimento de filantropia que permeava as atividades dos viajantes-naturalistas parte de uma distinção inicial básica: países civilizados com ciência, e países não totalmente civilizados com práticas empíricas tradicionais''.
De maneira mais clara, as fronteiras nacionais deveriam ser abolidas e, assim, a ciência se tornaria universal e seu desenvolvimento seria útil a toda a humanidade. Por isso, onde passava, Saint-Hilaire recolhia informações sobre o uso de plantas na medicina e na alimentação. Bem diferente de seu compatriota François-Auguste Biard, descreveu com sensibilidade suas impressões sobre a variedade do mundo vegetal no Brasil em "Viagem pelas províncias do Rio de Janeiro e Minas Gerais" (1830):
"Para conhecer toda a beleza das florestas tropicais é necessário penetrar nesses retiros tão antigos como o mundo.  Nada aqui lembra a cansativa monotonia de nossas florestas de carvalhos e pinheiros; cada árvore tem, por assim dizer, um porte que lhe é próprio; cada uma tem sua folhagem e oferece frequentemente uma tonalidade de verde diferente das árvores vizinhas. Vegetais imensos, que pertencem a famílias distantes, misturam seus galhos e confundem sua folhagem."
Por seu trabalho, o naturalista recebia 3 000 francos anuais, valor que foi, posteriormente, elevado para 6 mil francos pagos pela França. Um possível facilitador de suas expedições era o fato dele ser um bom conhecedor do português ao nível de versar sobre origem de determinadas palavras e sobre as variantes regionais da língua, tratando-se da pronúncia. O que Saint-Hilaire coletou no país seria mais tarde usado em suas publicações e estudos sobre botânica, após junho de 1822, mês em que retorna à Europa, para toda a sua vida.

## Roteiro no Brasil e Uruguai
Principais localidades visitadas por Saint-Hilaire no Brasil e Uruguai (1816-1822).

### Rio de Janeiro
- Rio de Janeiro, Cabo Frio, Macaé, Campos dos Goytacazes.

Volta de São Paulo: Rio Piraí, São João Marcos

### Espírito Santo
- Itapemirim, Vila da Vitória (atual Vitória), Rio Doce.[17][20]

### Minas Gerais
Primeira passagem:
- Barbacena, Vila Rica (atual Ouro Preto), Jequitinhonha, Minas Novas, Rio São Francisco, Sabará, São João del Rei.

Segunda passagem:
- São João del Rei, Vila Rica (atual Ouro Preto), Serra da Canastra, Araxá, Paracatu.

Terceira passagem (vindo de Goiás rumo a São Paulo):
- Aldeia de Rio das Pedras (atual Cascalho Rico), Engenho de Furnas, Aldeia de Santana (atual Indianópolis), Tijuco, Farinha Podre (atual Uberaba), Rio Grande.

Quarta Passagem:
- Barbacena, São João del Rei, Vila Rica (atual Ouro Preto), Baependi, Serra da Mantiqueira, Pouso Alto, Passa Quatro.

### Goyaz (Goiás)
- Santa Luzia (atual Luziânia), Corumbá (atual Corumbá de Goiás), Meia Ponte (atual Pirenópolis), Serra dos Pireneus, Córrego Jaraguá (atual Jaraguá), Ouro Fino, Ferreiro, Goiás (município), Serra Dourada, Caldas Novas, Rio Paranaíba.[17]

### São Paulo
Primeira passagem:
- Rio das Pedras, Pouso Alto (atual Ituverava), Ribeirão Corrente, Franca, Fazenda Batatais (em Batatais), Fazenda de Lages, Rio Pardo, Casa Branca, Mogi-Guaçu, Rio Mojiguaçu, Mogi-Mirim, Engenho de Pirapitingui, São Carlos (Campinas), Jundiaí, Pico do Jaraguá, São Paulo, Itu, Porto Feliz, Sorocaba, Itapetininga, Itapeva.

Segunda passagem:
- Cachoeira (atual Cachoeira Paulista), Lorena, Guaratinguetá, Capela de Nossa Senhora Aparecida, Pindamonhangaba, Taubaté, Jacareí, Arraial da Escada (atual Guararema), Mogi das Cruzes, São Paulo, Bananal.

### Paraná (pertencia a então província de São Paulo)
- Fazenda de Jaguariaíba, Fazenda Caxambú, Fazenda Fortaleza, Castro, Campo Largo, Curitiba, Paranaguá, Guaratuba.[17]

### Santa Catarina
- São Francisco (atual São Francisco do Sul), Ilha de Santa Catarina, Desterro (atual Florianópolis), Laguna.[17][22]

### São Pedro do Rio Grande do Sul (Rio Grande do Sul)
Primeira Passagem:
- Torres, Tramandaí, Fazenda Boavista, Porto Alegre, Viamão, Mostardas, São José do Norte, Rio Grande, São Francisco de Paula (atual Pelotas), Capilha e Curral Alto (hoje no município de Santa Vitória do Palmar), Chuí.

Segunda passagem:
- Rio Butuí, São Borja, São Luís (atual São Luiz Gonzaga), Santo Ângelo, Rio Jacuí.

### Cisplatina (Uruguai)
- Fuerte de San Miguel, Laguna de Castilhos, Rocha, Garzón, San Carlos, Maldonado, Montevidéu, Colônia do Sacramento, Mercedes, Belém.[17][23]

### Europa: últimos anos
Auguste retorna para seu país de origem, após um caso de envenenamento por mel de vespa, acontecimento este que abala seriamente seu sistema nervoso. Assim, volta em busca alívio e tranquilidade para o sul da França. E, ali, concentrou-se no estudo do acervo que coletou e trouxe do Brasil, publicando inúmeras obras de referência na área de botânica, como os três volumes da Flora brasiliae meridionalis até hoje revisitada. Pela sua obra, em 1834, tornou-se membro correspondente da Academia de Ciências da Prússia e também recebeu a Ordem Portuguesa de Cristo.
Além das já mencionadas, o botânico também integrou inúmeras outras associações científicas, como a Academia Francesa, a Sociedade Lineana, em Londres, a Academia de Ciências de Lisboa, o Instituto Histórico e Geográfico Brasileiro e a Sociedade de Medicina do Rio de Janeiro. Saint-Hilaire morreu aos 73 anos, na mesma cidade em que nasceu, Orleães.

## Obra

### Contexto histórico brasileiro
Grande parte do Brasil, a época, colônia de Portugal ainda vivia em estado virgem, intocado, o que favoreceu e muito as descobertas de Saint-Hilaire. As mudanças deste cenário ocorriam de maneira muito pouco expressiva, mas ampliam sua densidade, por exemplo, com a chegada da família real portuguesa, em 1808, fugida dos conflitos entre as duas potências europeias, França e Inglaterra. O primeiro decreto da corte, em processo de instalação, feito no país foi a Abertura dos Portos, que permitiu a chegada de produtos para além da metrópole. Deu-se início, então, a uma invasão de produtos estrangeiros, entre eles, carteiras e porta-notas. No entanto, não existia aqui papel-moeda circulante e não era costume dos homens da elite carregarem seus bens, porque deixavam essa função aos seus escravos. Por fim, os produtos nunca foram vendidos. Tal caso ilustra bem a situação da terra a qual Saint-Hilaire desbravaria nos próximos 8 anos. Ainda era preciso mover grandes esforços para transformar este lugar em uma sede da metrópole.
Foi no ano de 1814, que a cidade do Rio de Janeiro ganhou sua primeira biblioteca com acesso público, que agrupava a importante coleção de livros dos Braganças e havia sido esquecida no porto de Lisboa na primeira viagem, em 1807. Em 1816, inaugurou-se a Escola Real de Ciências, Artes e Ofícios e também o Museu Real, que teria como função estimular os estudos de zoologia e botânica. Entretanto, a segunda instituição recém-fundada não possuía acervo próprio e dependia da coleção privada de D. João VI com seus animais empalhados, objetos de mineralogia, produtos naturais e gravuras. Tal coleção se assemelhava muito mais a um "gabinete de curiosidades".
A Impressão Régia, de maio de 1808, foi a primeira em toda a colônia, depois de 308 anos do início efetivo de sua ocupação portuguesa. Antes, eram proibidas oficinas tipográficas e mesmo esta vivia sob uma rígida censura para a impressão de obras e livros, a fim de evitar que ideias contrárias a estabilidade da coroa fossem divulgadas e ganhassem repercussão. Dessa forma, chega-se ao ano de 1822, período em que acabam as expedições de Saint-Hilaire, e até então foram publicados 1 427 documentos oficiais, como decisões, legislações e papéis diplomáticos, e 720 títulos, entre eles estavam obras de história, economia política, teatro, romance e outros. Tal volume destinava-se a uma população de cerca de 90 000 pessoas, somando-se homens livres e escravos.

### Introdução à obra

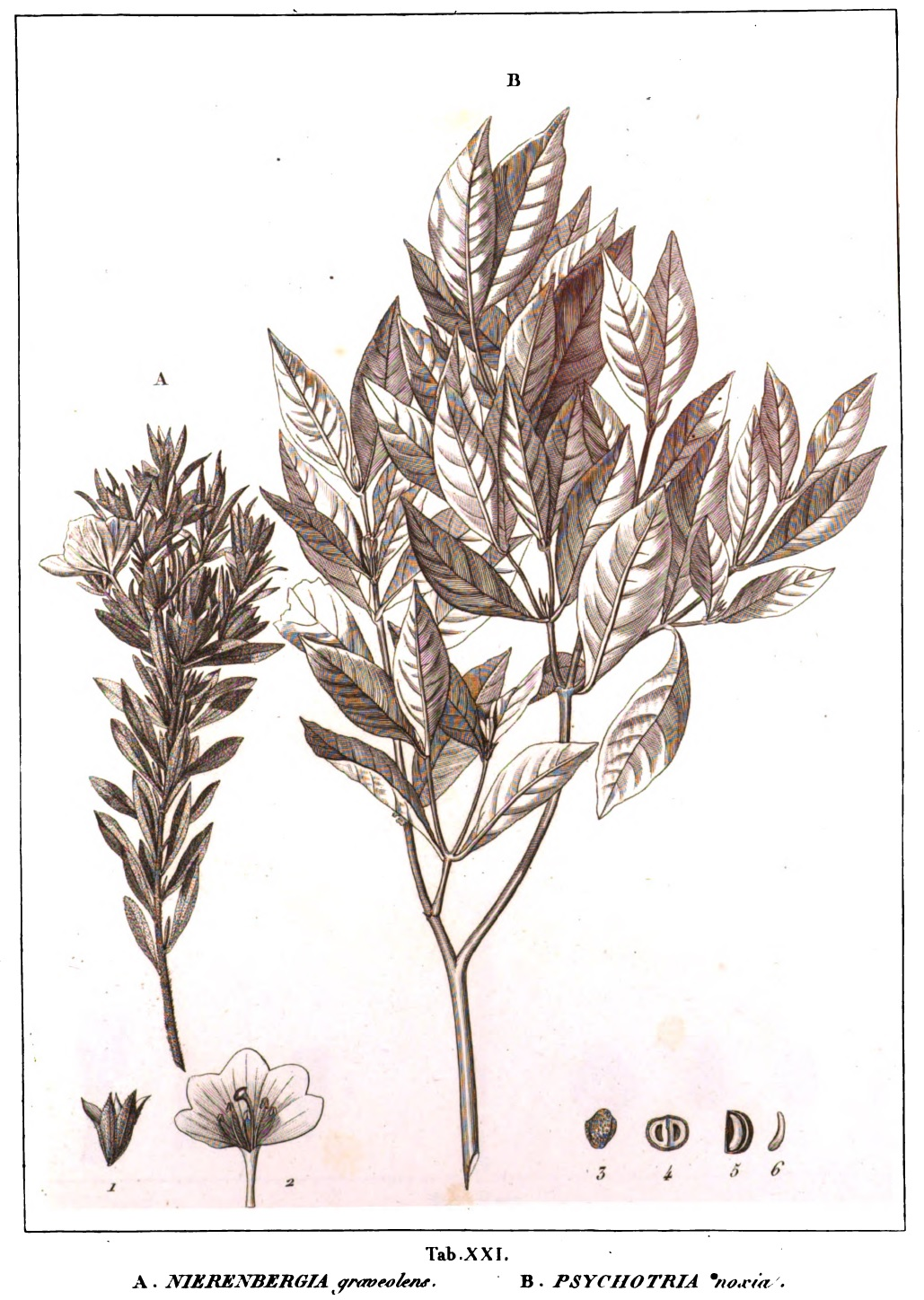
Desenho de um espécime vegetal por Saint-Hilaire.

Os cadernos de campo de Auguste Saint-Hilaire contêm, primordialmente, análises de diferentes espécies de plantas que foram coletadas até porque era este o motivo pelo qual a França o contratava. Da vasta obra do autor, deve-se destacar os três volumes da "Flora Brasiliae Meridionalis", publicados após o seu retorno ao seu país de origem. No entanto as paisagens que encontrou durante suas expedições não foram produzidas enquanto avançava pelos cenários brasileiros, mas sim produzidas para edições posteriores de suas obras, que foram ilustradas por outros artistas como Hercule Florence e Jean-Baptiste Debret.
Para além do valor científico, seus relatos são documentos de valor histórico para o país por carregarem descrições detalhadas da sociedade e dos costumes brasileiros na primeira metade do século XIX. Tais relatos, muitas vezes, assumiam determinado teor de crítica moralizante.
Por mais relevante que seus estudos tenham sido, nunca houve uma tentativa de resgate completo das correspondências de Auguste durante o tempo em que escrevia "Flora brasiliae meridionalis" e também nunca foram publicadas as observações constantes nos cadernos de coleta do botânico.

### Lista de obras em francês
São elas:
- Comparaison de la végétation d'un pays en partie extra-tropical avec celle d'une contrée limitrophe entièrement située entre les tropiques, 1850;
- Conspectus Polygalaearum Brasiliae Meridionalis, 1828;
- Cryptogamae brasiliensis, 1839;
- Flora Brasiliae Meridionalis (com A. de Jussieu et J. Cambessèdes), 3 vol., 1825-33;
- Histoire des plantes les plus remarquables du Brésil et du Paraguay, 1824;
- L'Agriculture et rélévage de bétail dans les campos gerais, 1849;
- Leçons de botanique, 1840;
- Les Sources du Rio S. Francisco, 1842;
- Memoire sur les Cucurbitacées, les Passiflorées, et le nouveau groupe des Nhandirobees, 1823;
- Memoire sur les Myrsinées, las Sapotées et les embryons parallèles au plan de l'ombilic, 1837;
- Memoire sur les Plantes auxquelles on attribue un placenta libre, 1816;
- Mémoire sur le systéme d'agriculture adopté par les Brésiliens, et les résultats qu'il a eus dans la province de Minas Gerais, 1838;
- Monographie des Primulacées et des Lentibulariées du Brésil etc. (com F. Girard) II ed., 1840;
- Observations sur les diviseurs des eaux de quelques uns des grands fleuves de l'Amérique du Sud (Brésil) et la nomenclature qu'il parait convenable de leur appliquer, 1837;
- Plantes Usuelles des Brésiliens, 1824;
- Polygalae nova species, 1832;
- Province de S. Pedro do Rio Grande do Sul au Brésil. Rapport sur le ouvrage intitulé: Anais da Província de S. Pedro, por José Felicisino F. Pinheiro, barão de S. Leopoldo, Paris;
- Revue de la flore du Brésil (com Ch. Naudin);
- Tableau géographique de la végétation primitive dans la province de Minas Geraes, 1837

## Legado e homenagens no Brasil

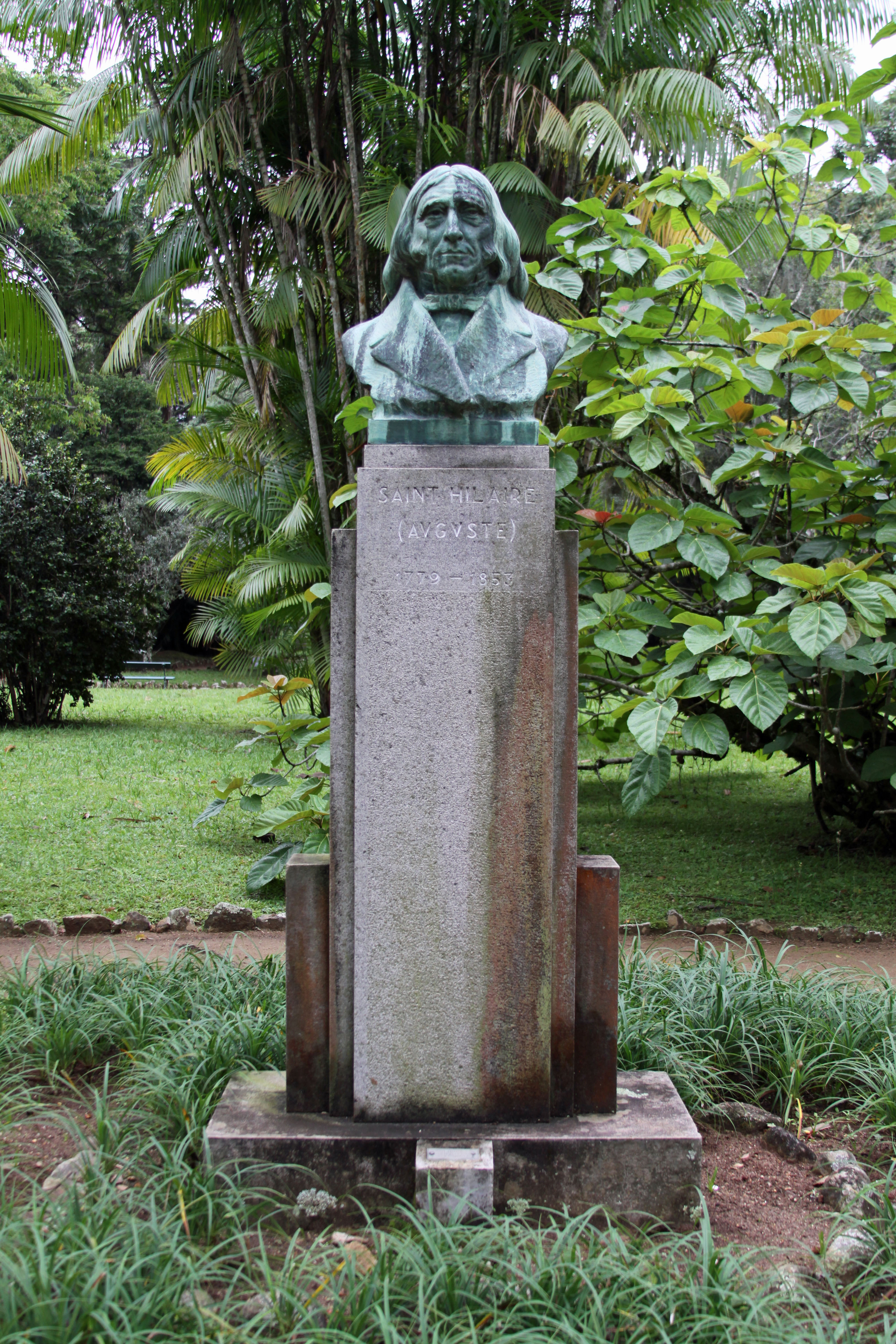
Busto de Auguste de Saint-Hilaire no Jardim Botânico do Rio de Janeiro.

Em 1900, o Jardim Botânico do Rio de Janeiro recebia um busto em homenagem ao botânico francês, também conhecido popularmente como um cientista luso-brasileiro por suas importantes descobertas regionais em sua área, pelo III Centenário do Museu da História Natural de Paris. A peça, em bronze, foi esculpida pelo artista plástico brasileiro Bartolomeu Cozzo, mais conhecido como Humberto Cozzo, que já havia esculpido importantes monumentos públicos, como um busto de José de Alencar e outro de Machado de Assis.
Na cidade de São Vicente/SP existe uma escola municipal com o seu nome: EMEF Augusto de Saint Hillaire, situado na Av. Martins Fontes, 1000 no bairro Catiapoã, fundada no século XIX.
Em 2001 foi criado o Parque Nacional de Saint-Hilaire/Lange, na região de Paranaguá, no litoral do Paraná.
As expedições que Saint-Hilaire realizou pelos interiores do Brasil e que em alguns momentos se expandia para a fronteira de outros países da América do Sul criou uma espécie de mito e a vontade de refazê-las para estudá-las. Em 2009, pesquisadores da UFMG percorrem os passos do botânico no estado de Minas Gerais, incluindo cidades como Diamantina, São João del-Rei e Ouro Preto, no projeto intitulado como "Plantas Medicinais da Estrada Real - seguindo as pegadas de Auguste Saint-Hilaire", organizado pelo Museu de História Natural e Jardim Botânico.
Em 2013, estrutura-se o projeto de um site franco-brasileiro, Herbário Virtual A. de Saint-Hilaire, que busca manter disponível informações históricas e científicas sobre a coleção botânica de Auguste e, prioritariamente, dos espécimes originários de sua viagem realizada ao Brasil. Para tanto, o espaço mantem dados biográficos, mapas, ilustrações, notas de campo e imagens das amostras preservadas no Museu Nacional de História Natural, em Paris. O acervo ainda está em processo de digitalização por meio da parceria entre os as seguintes instituições: Instituto de Botânica de São Paulo; Museu Nacional de História Natural; Institut des Herbiers universitaires de Clermont-Ferrand; CRIA.
Em 2016, ano em que se completou 200 anos da chegada de Saint-Hilaire ao país, sua presença foi rememorada e comemorada. O I Seminário Franco-brasileiro Botânica e História foi realizado, em promoção do Jardim Botânico do Rio de Janeiro, cujo marco era a própria comemoração. Ainda no Rio de Janeiro, a Biblioteca Nacional inaugurou ao público uma exposição sobre a trajetória percorrida pelo francês em território brasileiro, por meio de textos e imagens. E aconteceu o 24º Simpósio de Plantas Medicinais do Brasil, na capital Belo Horizonte, que o tinha como centro das discussões. Ainda sobre as comemorações do bicentenário, a Biblioteca Nacional junto ao Museu Nacional de História Natural publicam uma biografia bilíngue, em português e francês, sobre Auguste Saint-Hilaire com uma bibliografia exaustiva e repleto de ilustrações. A obra recebe o nome de "Auguste de Saint-Hilaire (1779-1853): Un botaniste français au Brésil, édition bilingue français-portugais".

## Curiosidades
Pelo seu interesse em plantas medicinais e pela flora brasileira, de um modo geral, muitos brasileiros enxergavam na figura de Sainta-Hilaire não o botânico francês, mas, sim, como um médico capaz de curar os males que os afetavam e, por isso, constantemente, via-se cercado de pessoas pedindo-lhe favores desta área. Tal tratamento se justifica pelo fato de que "colher plantas" era tido como um hábito de curandeiros e, salvo raras exceções, aqueles indivíduos estavam tendo seu primeiro contato com o cientista, profissão até mesmo desconhecida por muitos.
Se hoje surgem questionamentos sobre suas atividades tidas como biopirataria, Auguste também pode ser considerado, paradoxalmente, como um dos poucos viajantes ou nativos preocupados com a ecologia. As queimadas eram vistas como gestos de grande barbaridade e ele as cita como árvores gigantescas destruídas e findas em cinzas, onde antes habitava a mata virgem. Tal ato era julgado, por ele, como atitude de pessoas que acreditam ser a natureza infinita e sem consciência de que a situação das florestas são muito mais complexas e nem sempre renováveis.